# Технотронный документ
Технотро́нный докуме́нт — документ, созданный и (или) читаемый при помощи применения особых устройств и приспособлений.
К технотронным документам относятся кино-, фото-, фоно-, видеодокументы, электронные документы, выполненные любым способом и любым способом закрепляющие информацию. Определение было предложено в конце прошлого века профессурой Историко-архивного института и в настоящее время используется, прежде всего, в области архивоведения и источниковедения.